# Priapizmus
A priapizmus a hímvessző kóros, a szexuális ingerektől függetlenül fellépő vagy fennmaradó merevedési állapota, amely fájdalmas, és amely huzamosabb fennállás után szervi szövődményekhez vezet. Elnevezése az ókori Priaposz istentől ered, ennek enormis nagyságú, erigált hímvessző szobra védte szimbolikusan a római korban a határokat a telkeken és a földeken. A priapizmus vérképzőszervi, központi idegrendszeri betegségek talaján, vagy vérbőséget okozó mérgek hatására alakul ki.